# Carol Kendall

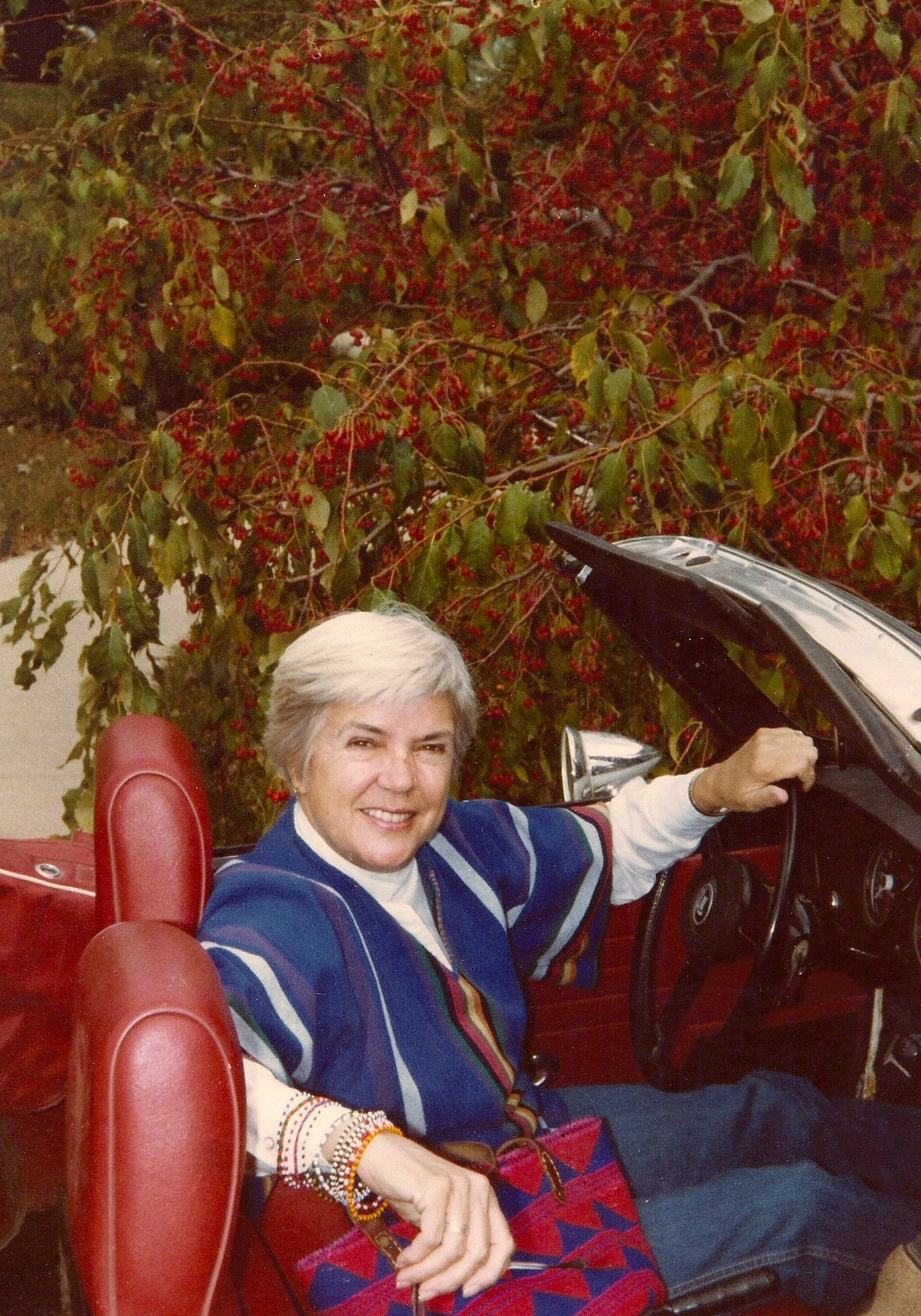
Carol (Siggy) Kendall in ihrem Triumph Spitfire Cabrio

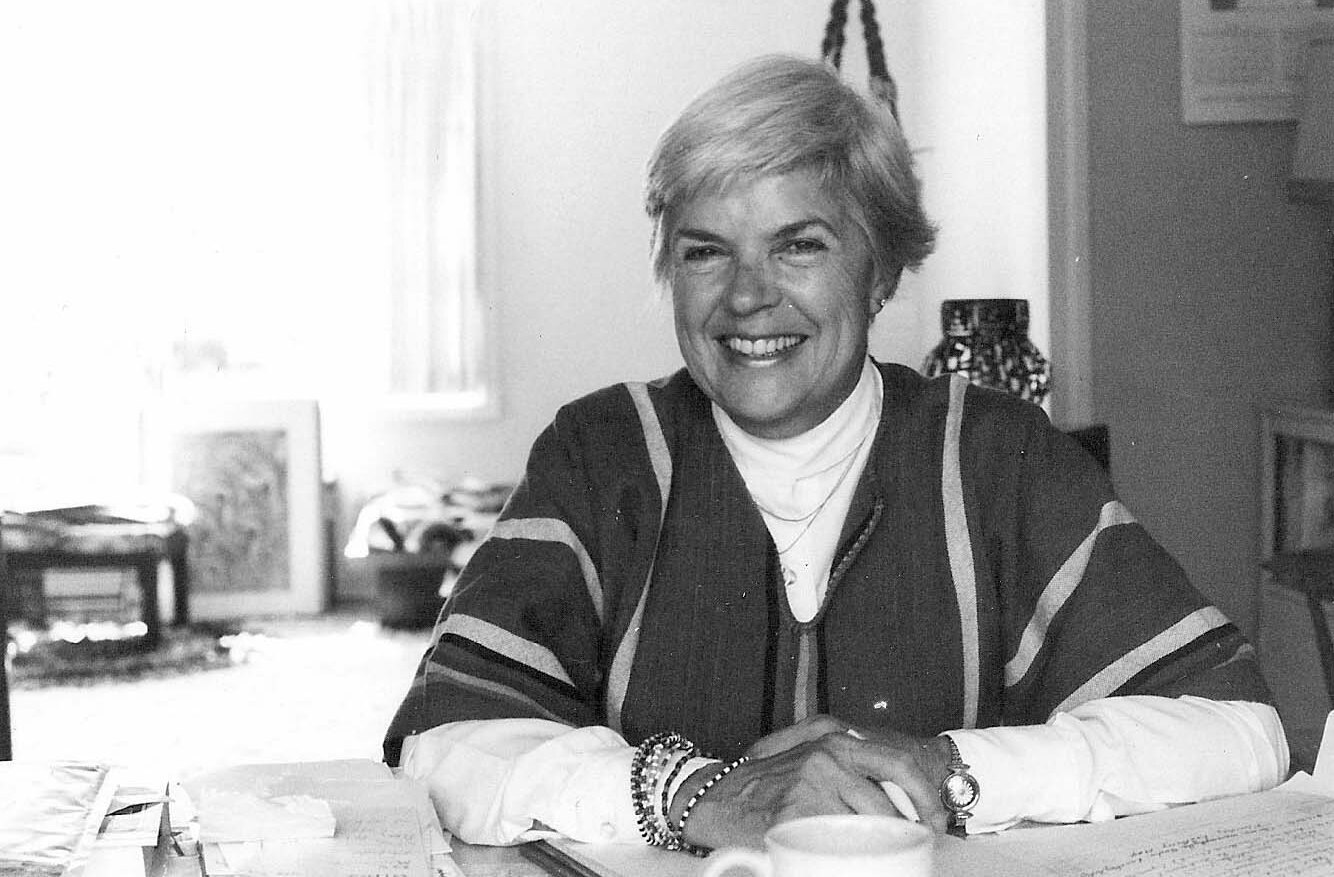
An ihrem Schreibtisch in Lawrence, Kansas

Carol Kendall (* 13. September 1917 in Bucyrus, Ohio; † 28. Juli 2012 in Lawrence, Kansas) war eine US-amerikanische Schriftstellerin.

## Leben
Carol Kendall debütierte als Autorin mit den beiden Romanen The Black Seven (1946) und The Baby Snatcher (1952). Anschließend entschloss sie sich, ausschließlich Jugendromane zu schreiben. Ihr 1965 erschienener Jugendroman The Whisper of Glocken diente 1980 für die gleichnamige von Hanna-Barbera produzierte Zeichentrickserie The Whisper of Glocken als Vorlage.
1939 heiratete sie den Englischprofessor und Historiker Paul Murray Kendall, mit dem sie bis zu dessen Tod 1973 verheiratet blieb. Sie verstarb am 28. Juli 2012. Sie wurde von ihren beiden Töchtern und drei Enkeln überlebt.

## Werke
- 1946: The Black Seven
- 1952: The Baby Snatcher
- 1957: The Other Side of the Tunnel
- 1959: The Gammage Cup
- 1960: The Big Splash
- 1965: The Whisper of Glocken
- 1973: Other Side of the Tunnel
- 1981: The Firelings
- 1988: The Wedding of the Rat Family